# چونگشینگ گوگ
چونگشینگ گوگ (به لاتین: Chongshing Gewog) یک منطقهٔ مسکونی در بوتان (کشور) است که در Pemagatshel District واقع شده‌است.